# Venenien
Venenien ist ein Ortsteil der Stadt Merseburg im Saalekreis (Sachsen-Anhalt).

## Geografie
Venenien liegt östlich von Merseburg zwischen der Saale im Westen und einem Altarm der Saale im Osten. Westlich schließt sich direkt der Stadtteil Neumarkt an.

## Geschichte
Venenien gehörte bis 1815 zum hochstiftlich-merseburgischen Amt Merseburg, das seit 1561 unter kursächsischer Hoheit stand und zwischen 1656/57 und 1738 zum Sekundogenitur-Fürstentum Sachsen-Merseburg gehörte. Durch die Beschlüsse des Wiener Kongresses kam der Ort im Jahr 1815 zu Preußen und wurde 1816 dem Kreis Merseburg im 
Regierungsbezirk Merseburg der Provinz Sachsen zugeteilt.
Am 1. Januar 1949 wurde Venenien nach Merseburg eingemeindet.

## Verkehr
Durch Venenien verläuft die B181.